# Bundeselterngeld- und Elternzeitgesetz
Das Bundeselterngeld- und Elternzeitgesetz ist ein deutsches Bundesgesetz, das am 1. Januar 2007 in Kraft trat. Das Gesetz enthält unter anderem Bestimmungen zur Vereinbarkeit von Familie und Beruf, insbesondere zur Elternzeit und dem neu geschaffenen Elterngeld. Das Bundeselterngeld- und Elternzeitgesetz wurde als Artikel 1 des Gesetzes zur Einführung des Elterngeldes verkündet, welches ergänzend die Anrechenbarkeit des Elterngeldes auf andere Sozialleistungen sowie dessen steuerliche Behandlung regelt und die bis dahin bezüglich der Elternzeit geltenden Regeln des Bundeserziehungsgeldgesetzes aufhob.
Durch das Gesetz zur Einführung eines Betreuungsgeldes vom 15. Februar 2013 wurde dem BEEG ein Abschnitt hinzugefügt, in dem der Anspruch auf das Betreuungsgeld geregelt wird. Die Gesetzesänderung trat zum 1. August 2013 in Kraft und wurde nur für Kinder gezahlt, die nach dem Inkrafttreten geboren wurden. Seitdem konnten Eltern im Anschluss an das Elterngeld für bis zu 22 Monate Betreuungsgeld bekommen, wenn sie ihr Kind nicht in einer öffentlich geförderten Kindertageseinrichtung oder in einer Kindertagespflegestelle betreuen lassen, sondern ihr Kind zu Hause selbst betreuen oder von einer nicht öffentlich geförderten Stelle betreuen lassen. Das Betreuungsgeld betrug anfangs 100 Euro monatlich. Ab dem 1. August 2014 wurden 150 Euro im Monat gezahlt. Am 20. Februar 2013 leitete der SPD-geführte Hamburger Senat beim Bundesverfassungsgericht ein Normenkontrollverfahren gegen das Betreuungsgeldgesetz ein. Der Senat bezweifelte die Gesetzgebungskompetenz des Bundes und hielt darüber hinaus das Betreuungsgeldgesetz mit dem Gleichheitssatz (Artikel 3) im Grundgesetz für nicht vereinbar. Am 21. Juli 2015 erklärte das Bundesverfassungsgericht das Betreuungsgeld für verfassungswidrig, da dem Bund die entsprechende Gesetzgebungskompetenz fehle.